# Johan Helmich Roman
Johan Helmich Roman (født 26. oktober 1694 i Stockholm, død 20. november 1758) var en svensk komponist og hofkapelmester. Roman blev kaldt "den svenske musiks fader".
Roman blev uddannet i England fra 1716 til 1721. I 1731 organiserede han den første offentlige koncert i Sverige. Drottningholmsmusiken, en lang suite af korte satser, er hans mest kendte værk. Han har også skrevet tolv fløjtesonater, musik for soloviolin m.m.